# 纽卡斯尔大学 (英国)
紐卡素大學（英語：Newcastle University）是位于英格蘭東北部泰恩河畔紐卡素的國立研究型大學，為英國羅素大學集團成員之一。該校創建於1834年，並於在1837年被授予皇家憲章，定名紐卡素大學。創建之初名為醫學與外科學院（School of Medicine and Surgery），隨後成為分裂改制前的杜倫大學的另一半部的學院，在1963年根據國會法案（Act of Parliament）與杜倫大學分別成立各自獨立的學校，正式全名為泰恩河畔紐卡素大學（University of Newcastle upon Tyne）。
紐卡素大學以擁有歐洲最頂尖的醫學院著稱。該校無論在醫學、科學及人文等方面皆相當著名，同時，該校也是英國擁有最多的歐盟研究文件的學校之一。
紐卡素大學目前除了紐卡素本校區外，亦在倫敦，及在亞洲的馬來西亞以及新加坡分別設立了倫敦校區、馬來西亞校區和新加坡校區教授部分專業領域課程。

## 學校簡史

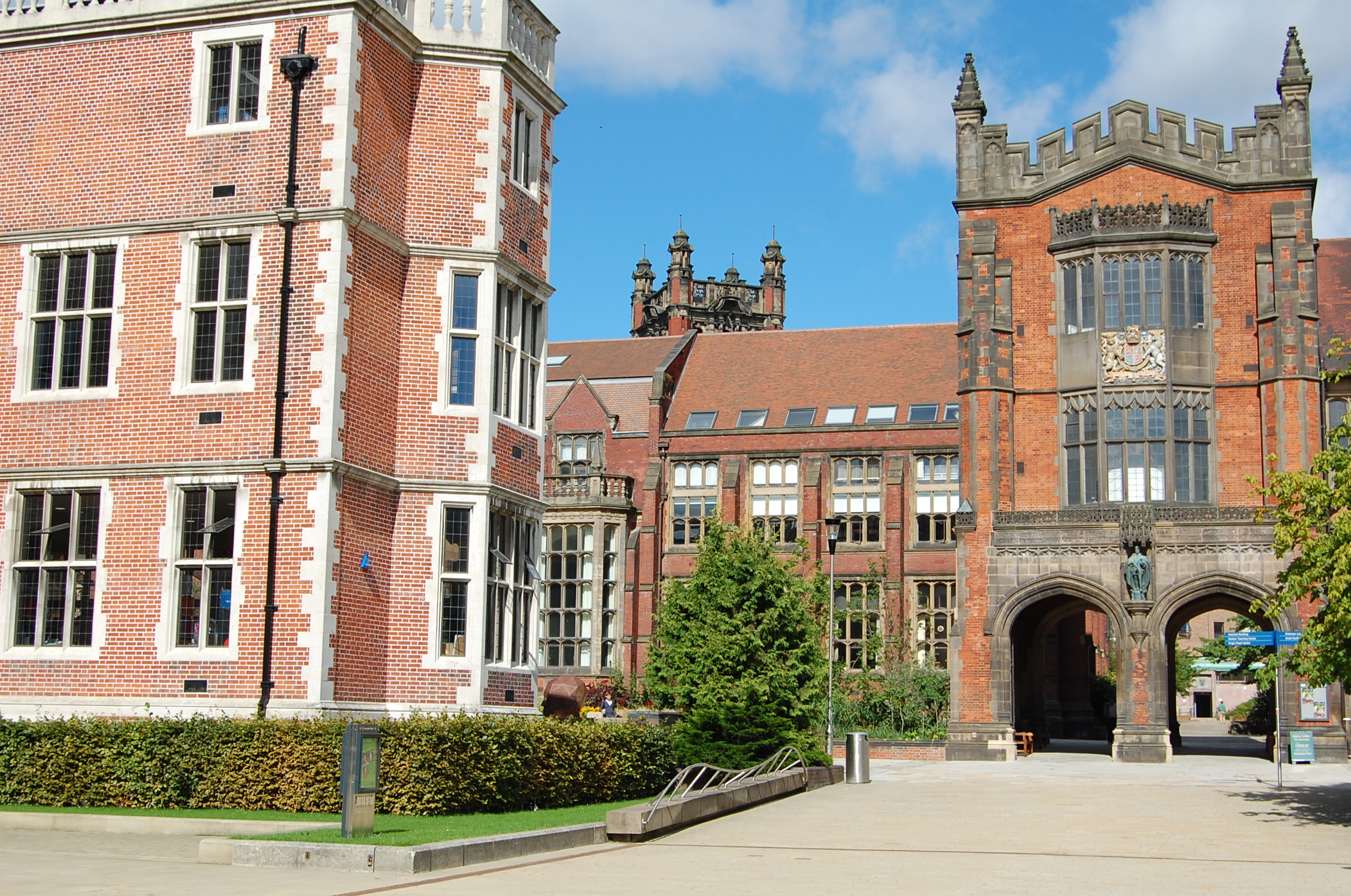
英皇門

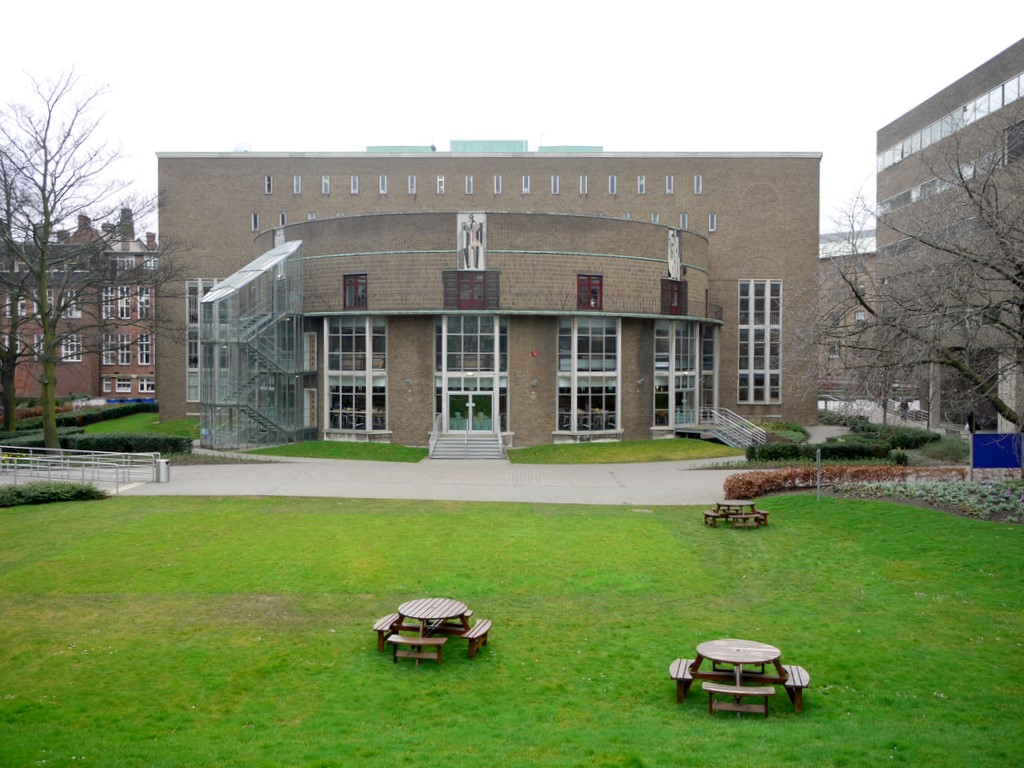
亨利·戴殊大樓（舊翼）

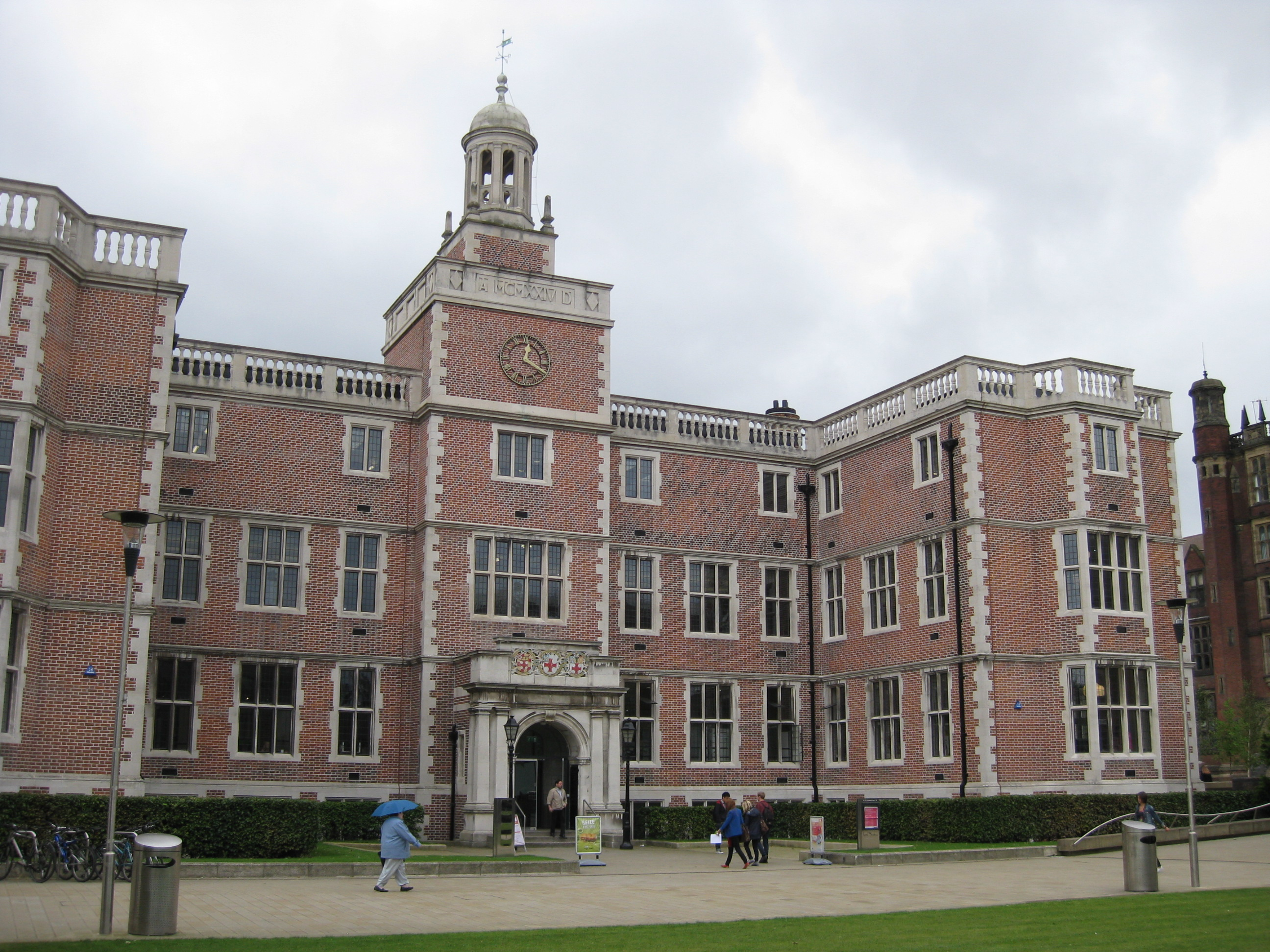
學生會廳舍

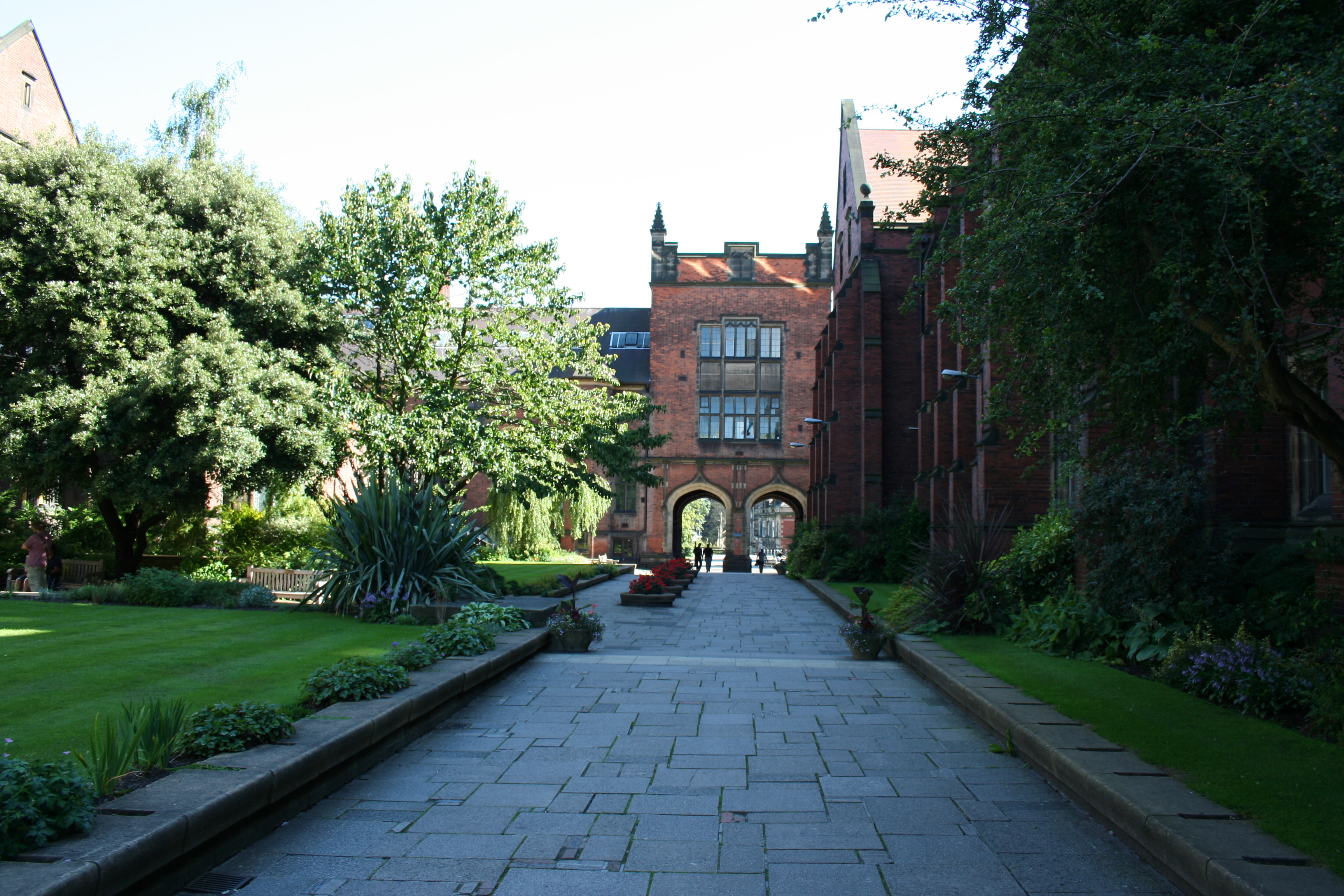
七姊妹道

紐卡素大學的历史可以追溯到1834年在泰恩河畔紐卡素成立的醫學與外科學院，提供當時在學的26名學生演講以及手術實驗課程。在1851年六月，該校分裂為兩所敵對的學院。主要的學院成立了紐卡素醫學院（Newcastle College of Medicine），而另一個學院則成立為泰恩河畔紐卡素醫學與實用科學學院（Newcastle upon Tyne College of Medicine and Practical Science）。
在1852年，紐卡素醫學院正式與杜倫大學結合，並在1856年授頒布第一個「醫學證照」（Licence in Medicine'）（簡稱: Lic.Med），該校教授的證書授倫敦大學法團認可。兩所學院後來在1857年合併，並且在1870年重新命名為杜倫醫學院（Durham College of Medicine）。
為了在城市提供教授科學的地方，教授數學、物理、化學及地球科學的學院所在1883年成為了杜倫物理科學學院，並且在1904年以威廉·阿姆斯特朗，第一代阿姆斯特朗男爵之名命名為阿姆斯特朗學院 (Armstrong College)。這些獨立或分裂出來的學院所後來皆成為1908年被官方認可、分成兩個部門並分別位於兩個城市杜倫及泰恩河畔紐卡素的杜倫大學。到了1908年，泰恩河畔紐卡素的部門系所如醫學系、藝術系，以及涵蓋農業以及工程的科學系所，已經教授了廣泛的科目。
紐卡素大學的歷史可以追溯到1834年在泰恩河畔紐卡素成立的醫學與外科學院，提供當時在學的26名學生演講以及手術實驗課程。在1851年六月，該校分裂為兩所敵對的學院。主要的學院成立了紐卡素醫學院（Newcastle College of Medicine），而另一個學院則成立為泰恩河畔紐卡素醫學與實用科學學院（Newcastle upon Tyne College of Medicine and Practical Science）。在1852年，紐卡素醫學院正式與杜倫大學結合，並在1856年授頒布第一個「醫學證照」（Licence in Medicine'）（簡稱: Lic.Med），該校教授的證書授倫敦大學法團認可。兩所學院後來在1857年合併，並且在1870年重新命名為杜倫醫學院（Durham College of Medicine）。為了在城市提供教授科學的地方，教授數學、物理、化學及地球科學的學院所在1883年成為了杜倫物理科學學院，並且在1904年以威廉·阿姆斯特朗，第一代阿姆斯特朗男爵之名命名為阿姆斯特朗學院（Armstrong College）。這些獨立或分裂出來的學院所後來皆成為1908年被官方認可、分成兩個部門並分別位於兩個城市杜倫及泰恩河畔紐卡素的杜倫大學。
到了1908年，泰恩河畔紐卡素的部門系所如醫學系、藝術系，以及涵蓋農業以及工程的科學系所，已經教授了廣泛的科目。隨後到了20世紀初葉，分為兩個部門並且橫跨兩個城市的杜倫大學體系已顯得不適發展，於是在1963年的國會法案通過了將其成分割為兩所大學，分別為紐卡素大學以及杜倫大學。這兩所國立大學與其他相近時期成立的曼徹斯特大學、伯明翰大學、利物浦大學、列斯大學、錫菲大學、布里斯托大學統稱為紅磚大學以及七姊妹星團大學。

## 學術
该大学为羅素大學集團成员，QS世界大學排名2025年度排名列全球第129名，泰晤士高等教育世界大學排名2025年度排名則將該校名列全球第157名。

### 學院
紐卡素大學共有三大學術機構:
- 人類與社會科學院（Faculty of Humanities and Social Sciences）
- 醫學院（Faculty of Medical Sciences）
- 科學、農業與工程學院（Faculty of Science, Agriculture and Engineering）

學校內的農業與生物科學學院、藝術學院、教育學院、工程學院、法學院、環境與社會學院、醫學院、理學院和商學院。 共開設了200多種本科學位課程和130種授課研究生課程，所有的系所都開設有碩士或博士研究課程。 傑出課程包括農學，林業和農業科學，建築學，英語，地理學，語言學，現代語言，社會政策和行政，解剖學和生理學，牙醫學，醫學，有機生物學。

## 熱門專業
都市建築規劃與、教育、計算與資訊技術、化學工程、土木工程、電機與電子工程、環境科學、法律、海洋技術、機械工程、醫學與生物醫學、自然科學、社會科學、博物館學、藝術畫廊 與古蹟遺產研究管理、語言學、農業、藝術與管理。人文社會學院裡的科係如藝術與設計、語言、城市規劃、地理學和建築等都是世界領先且位居全英前十強的項目，而醫學研究的領域，其老化、癌症和慢性病方面的研究備 受肯定，而這些肯定都是來自於其他強而有力的遺傳學、粒線體生物學、和幹細胞等基礎醫學背景，使其能夠名列全國第8，而科學、地理、農學和工程學院也得到全國前20的名次。

## 著名校友
- 尤金妮郡主 (布鲁斯班克夫人)：英國公主，英國王室成员，英女皇伊利莎白二世的孫女。
- 李安妮：台灣社會學者，中華民國前總統李登輝的次女。
- 路雲·雅堅遜：著名喜劇明星，以其《戇豆先生》形象深入民心（紐卡素大學電子工程專業畢業）。
- 章名濤：中國電機工程界著名學者、教育家，有「機電泰斗」之稱。
- 祝華：語言學家。
- 馮凱淇：香港女歌手。
- 威廉·岩士唐：英國工程師，岩士唐-韋和夫公司（Armstrong Whitworth）的創始人。
- 亞歷山大·唐納：澳洲政治家，前澳洲外交部長。
- 布魯斯·巴比特：前美國內閣成員（1993年1月22日－2001年1月2日），第20屆亞里桑納州州長（1978年－1987年）。
- 安迪·博德：迪士尼公司CEO。
- 特里·菲雷羅爵士：著名建築師。
- 康斯坦斯·布里斯科（英语：Constance Briscoe）：英国第一位黑人女法官。
- 米尔顿·玛盖（英语：Milton Margai）：非洲獅子山共和國第一任首相。[15]
- 陳狄安：香港教育家，英華書院校長、前港青基信書院校長。[16][17]